# همسایه‌ها (مجموعه تلویزیونی مجارستانی)
همسایه‌ها (مجاری: Szomszédok) یک مجموعهٔ تلویزیونی احساسی مجارستانی بود که مابین سال‌های ۱۹۸۷ تا ۱۹۹۹ میلادی در ۳۳۱ قسمت پخش شد و بسیار محبوب بود به نحوی که در سال ۱۹۹۸ به‌طور متوسط ماهانه ۱ میلیون بیننده داشت.

## بازیگران
- فرنتس زنته
- یوتسی کوملوش
- ایلونا ایوانچیچ
- کارولی نمچاک
- یانوش کولکا
- ایوا اورکینی